# Mille miglia... lontano
Mille miglia... lontano (千里走單騎S, Qian li zou dan jiP) è un film del 2005 diretto da Zhang Yimou e Yasuo Furuhata.
Il film, con protagonista Ken Takakura, traccia un parallelo tra la storia folcloristica cinese e la ricerca di un padre di soddisfare il desiderio del figlio.

## Trama
Gouichi Takata è un vecchio padre giapponese che non è in buoni rapporti col figlio Kenichi, a seguito della morte di sua moglie avvenuta molti anni fa. Quando apprende che a suo figlio è stato diagnosticato un cancro al fegato, Gouichi si reca a Tokyo ma Kenichi, ancora arrabbiato con suo padre che lo ha lasciato, trasferendosi in un remoto villaggio di pescatori ad Akita nel nord del Giappone, per sfuggire alla realtà della morte di sua madre, rifiuta di vedere Gouichi.
Rie, la moglie di Kenichi, dà a Gouichi una videocassetta realizzata dal marito in modo tale che egli possa saperne di più del figlio. Il nastro contiene un servizio audiovisivo di Li Jiamin, un artista di nuo opera del villaggio nella provincia cinese di Yunnan. Nella registrazione, Li promette a Kenichi di eseguire l'opera Mille miglia lontano per lui se ritornerà il prossimo anno. Quindi Gouichi decide di andare in Cina al posto del figlio malato per filmare la prestazione artistica di Li.
Gouichi arriva nel villaggio di Li, nei pressi della città di Lijiang, solo per apprendere che Li è stato imprigionato dopo aver assalito una persona rea di aver insultato suo figlio illegittimo. La sua traduttrice, Jiang Wen, e la guida locale, Qiu Lin, gli propongono di filmare qualcun altro, ma Gouichi insiste per avere Li. Dopo molta fatica ottiene il permesso dalle autorità per filmare Li in prigione. Tuttavia, Li scoppia in lacrime sul palco perché gli manca moltissimo suo figlio, ed è quindi incapace di esibirsi.
Gouichi decide di viaggiare fino al villaggio di pietra per prendere Yang Yang, il figlio di Li di otto anni. Nel villaggio, Gouichi riceve una chiamata da Rie, che lo informa che Kenichi è stato toccato dai suoi sforzi in Cina e gli prega di ritornare. Gouchi si chiede se il messaggio proviene da Rie o Kenichi, ma continua con il suo piano di unire Li al figlio Yang Yang.
Sulla via del ritorno dal villaggio di pietra, il trattore si rompe. Yang Yang ne approfitta per scappare perché non vuole incontrare un padre che non ha mai visto. Dopo che Gouichi insegue il ragazzo, entrambi si perdono nelle colline calcaree. Essi non hanno altra scelta che passare la notte in una grotta in attesa di soccorso. Yang Yang, inizialmente ostile verso Gouichi, gradualmente si scioglie.
La mattina seguente, vengono ritrovati da uno sforzo congiunto di abitanti e polizia. Gouichi crede che l'opinione di Yang Yang debba essere rispettata e decide di non costringerlo ad incontrare suo padre. In questo momento, Gouichi riceve un'altra chiamata di Rie, che lo informa che Kenichi è morto, lasciando dietro di sé una lettera che annuncia il perdono a lungo atteso.
Gouichi ritorna alla prigione con molte fotografie di Yang Yang. Il commosso Li promette di eseguire la sua migliore performance. Supportato da una banda di musicisti e co-performer, tutti carcerati, Li esegue Mille miglia lontano. Il suo viaggio solitario in un paese straniero, per cercare il perdono del figlio, finalmente si conclude, e Gouichi ritorna al suo villaggio di pescatori.

## Distribuzioni
Presentato al Tokyo International Film Festival il 22 ottobre 2005, è stato distribuito in Cina il 22 dicembre dello stesso anno.

## Riconoscimenti
- 2007 - Hong Kong Film Awards
  - Miglior film asiatico